# Pediana aurochelis
Pediana aurochelis là một loài nhện trong họ Sparassidae.
Loài này thuộc chi Pediana. Pediana aurochelis được Embrik Strand miêu tả năm 1907.